# Kilimán
Kilimán è un comune dell'Ungheria di 289 abitanti (dati 2001). È situato nella contea di Zala.